# Furzedown
Furzedown est un quartier de la banlieue sud de Londres localisé dans le borough de Wandsworth.